# Ceraspis fulva
Ceraspis fulva är en skalbaggsart som beskrevs av Blanchard 1850. Ceraspis fulva ingår i släktet Ceraspis och familjen Melolonthidae. Inga underarter finns listade i Catalogue of Life.